# Gao Min (plongeon)
Pour les articles homonymes, voir Gao Min et Gao.
Gao Min est une plongeuse chinoise née le 7 septembre 1970 à Zigong. 
Elle a remporté le titre Olympique du plongeon à 3 m aux jeux de Séoul en 1988 et aux jeux de Barcelone en 1992.

## Palmarès

### Jeux olympiques
- Jeux olympiques de 1988 à Séoul (Corée du Sud) :
  -  Médaille d'or au plongeon à 3m.
- Jeux olympiques de 1992 à Barcelone (Espagne) :
  -  Médaille d'or au plongeon à 3m.

### Championnats du monde
- Championnats du monde de 1986 à Madrid (Espagne) :
  -  Médaille d'or au plongeon à 3m.
- Championnats du monde de 1991 à Perth (Australie) :
  -  Médaille d'or au plongeon à 1m.
  -  Médaille d'or au plongeon à 3m.

### Jeux asiatiques
- Jeux asiatiques de 1990 à Pékin (Chine) :
  -  Médaille d'or au plongeon à 1m.
  -  Médaille d'or au plongeon à 3m.

### Goodwill Games
- Goodwill Games de 1990 à Seattle (États-Unis) :
  -  Médaille d'or au plongeon à 1m.
  -  Médaille d'or au plongeon à 3m.

### Coupe du monde de plongeon
- Coupe du monde de plongeon de 1987 à Amersfoort (Pays-Bas) :
  -  Médaille d'or au plongeon à 3m.
- Coupe du monde de plongeon de 1987 à Indianapolis (États-Unis) :
  -  Médaille d'or au plongeon à 1m.
  -  Médaille d'or au plongeon à 3m.